# بخش کورتلند، شهرستان نیکولت، مینه سوتا
بخش کورتلند (به انگلیسی: Courtland Township) یک منطقهٔ مسکونی در ایالات متحده آمریکا است که در شهرستان نیکلت، مینه‌سوتا واقع شده‌است.
 بخش کورتلند ۱۰۸٫۹ کیلومتر مربع مساحت و ۷۱۵ نفر جمعیت دارد و ۳۰۰ متر بالاتر از سطح دریا واقع شده‌است.